# Campionato europeo di baseball 1964
Il campionato europeo di baseball 1964 è stato l'ottava edizione del campionato continentale. Si svolse a Milano, in Italia, fra il 29 agosto ed il 6 settembre 1964, e fu vinto dai Paesi Bassi, alla loro sesta affermazione consecutiva in ambito europeo.

## Squadre partecipanti
- Francia
- Italia
- Paesi Bassi

- Spagna
- Svezia

## Risultati
|    | Team        | V - P | Pf - Ps | %     |
| -- | ----------- | ----- | ------- | ----- |
| 1. | Paesi Bassi | 4 - 0 | 62 - 5  | 1.000 |
| 2. | Italia      | 3 - 1 | 51 - 5  | 0.750 |
| 3. | Spagna      | 2 - 2 | 26 - 35 | 0.500 |
| 2. | Svezia      | 1 - 3 | 16 - 47 | 0.250 |
| 4. | Francia     | 0 - 4 | 6 - 69  | 0.000 |

| Milano 1964 | Spagna | 16 – 6 | Francia |  |

| Milano 1964 | Italia | 13 – 1 | Spagna |  |

| Milano 1964 | Spagna | 0 – 10 | Paesi Bassi |  |

| Milano 1964 | Spagna | 9 – 6 | Svezia |  |

| Milano 1964 | Italia | 18 – 0 | Francia |  |

| Milano 1964 | Francia | 0 – 30 | Paesi Bassi |  |

| Milano 1964 | Francia | 0 – 5 | Svezia |  |

| Milano 1964 | Italia | 1 – 3 | Paesi Bassi |  |

| Milano 1964 | Italia | 19 – 1 | Svezia |  |

| Milano 1964 | Paesi Bassi | 19 – 4 | Svezia |  |

## Classifica finale
| Campione d'Europa | Campione d'Europa | Campione d'Europa |
| ----------------- | ----------------- | ----------------- |
| Paesi Bassi       |                   |                   |
| Argento           | Italia            |                   |
| Bronzo            | Spagna            |                   |
| 4.                | Svezia            |                   |
| 5.                | Francia           |                   |